# Chrysococcyx
Chrysococcyx é um género de cucos da família Cuculidae.
Este género contém as seguintes espécies:
- Chrysococcyx basalis
- Chrysococcyx crassirostris
- Chrysococcyx cupreus
- Chrysococcyx flavigularis
- Chrysococcyx klaas
- Chrysococcyx lucidus
- Chrysococcyx maculatus
- Chrysococcyx meyeri
- Chrysococcyx minutillus
- Chrysococcyx osculans
- Chrysococcyx ruficollis
- Chrysococcyx russatus
- Chrysococcyx xanthorhynchus
- Dideric Cuckoo